# 楊楷
楊楷（1856年—1932年9月18日），江蘇省常州府無錫縣人，清朝政治人物、同進士出身。
光緒十八年（1892年），参加光緒壬辰科殿試，登進士三甲64名。同年五月，以主事分部学习。

## 家庭
- 正室：武進劉蔭三（1857年－1903年），廩生官浙江石門縣知縣劉紹灝長女，道光三年進士、河南汝州直隸州知州史秉直外孫女。[2]